# Andrew Nembhard
Andrew William Nembhard (ur. 16 stycznia 2000 w Aurorze) – kanadyjski koszykarz, reprezentant kraju, występujący na pozycji rozgrywającego, obecnie zawodnik Indiana Pacers.
W 2016 wystąpił w meczach wschodzących gwiazd BioSteel All Canadian, Jordan Classic International, a w 2018 − Nike Hoop Summit, Canadian Showcase, Jordan Brand Classic. W 2016 zdobył srebrny medal podczas turnieju Adidas Nations, rok później jego drużyna zajęła piąte miejsce.

## Osiągnięcia
Stan na 19 lutego 2023, na podstawie, o ile nie zaznaczono inaczej.

### NCAA
- Wicemistrz NCAA (2021)
- Uczestnik rozgrywek:
  - Sweet 16 turnieju NCAA (2021, 2022)
  - II rundy turnieju NCAA (2019, 2021)
- Mistrz:
  - turnieju konferencji West Coast (WCC – 2021, 2022)
  - sezonu zasadniczego WCC (2021, 2022)
- Najlepszy rezerwowy konferencji WCC (2021)
- Most Outstanding Player (MOP=MVP) turnieju WCC (2022)
- Zaliczony do:
  - I składu:
    - WCC (2022)
    - turnieju WCC (2022)
    - najlepszych pierwszorocznych zawodników konferencji Southeastern (SEC – 2019)

  - II składu WCC (2021)
- Lider WCC w:
  - średniej asyst (2022 – 5,8)
  - liczbie asyst (2022 – 184)
- Zawodnik tygodnia konferencji WCC (7.12.2020, 20.12.2021)
- Najlepszy pierwszoroczny zawodnik kolejki konferencji SEC (3.12.2018, 18.02.2019)

### NBA
- Zwycięzca turnieju drużynowego Jordan Rising Stars (2023)[6]

### Reprezentacja
Seniorska
- Uczestnik:
  - mistrzostw świata (2019 – 21. miejsce)
  - amerykańskich kwalifikacji do mistrzostw świata (2017–2019 – 1. miejsce)
- Współlider igrzysk olimpijskich w skutecznosci rzutów wolnych (2024 – 100%)[7]

Młodzieżowe
- Wicemistrz Ameryki:
  - U–18 (2018)
  - U–16 (2015)
- Uczestnik mistrzostw świata U–17 (2016 – 5. miejsce)
- Zaliczony do I składu mistrzostw Ameryki U–18 (2018)